# Isen

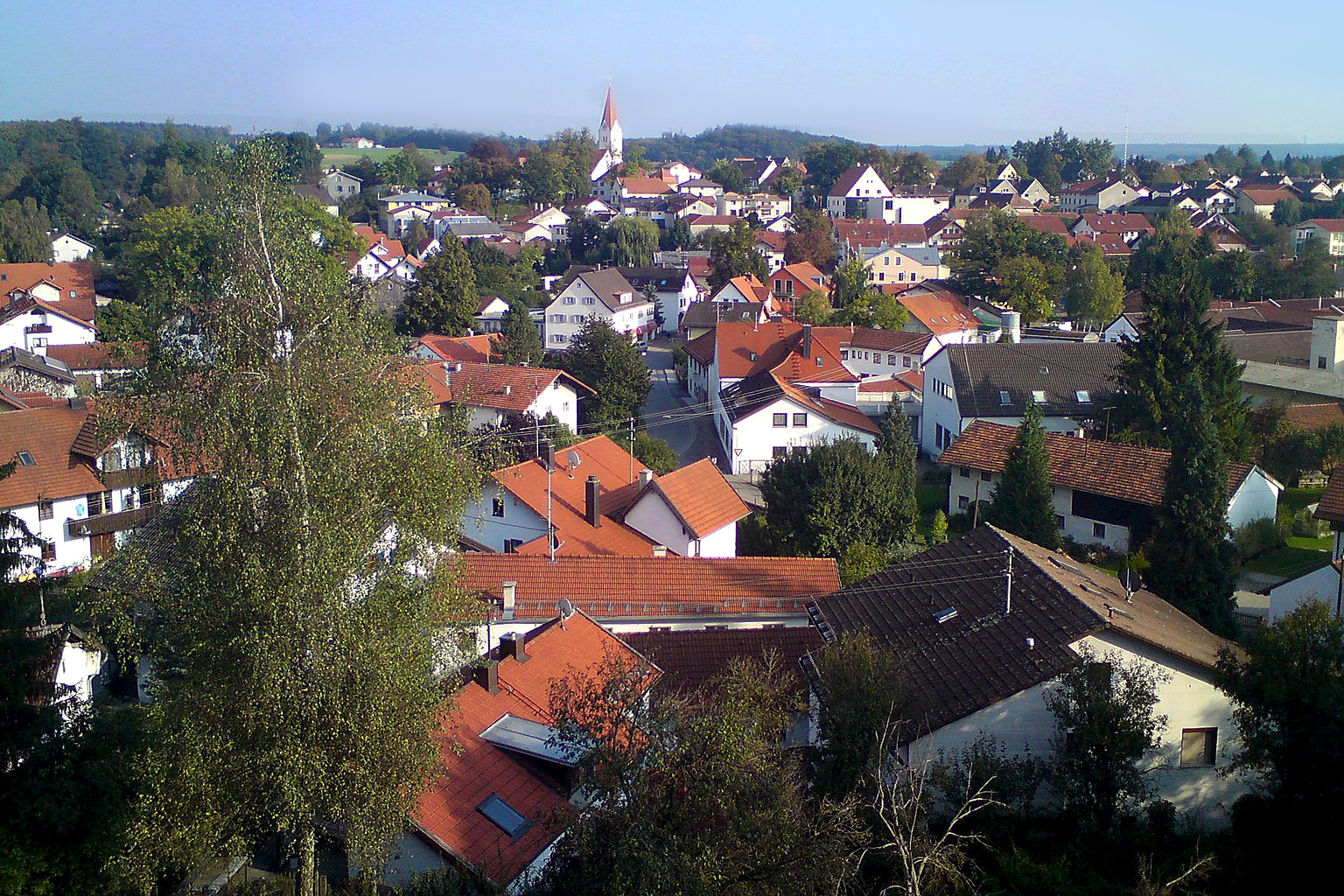
Isen

Isen este o comună-târg din districtul Erding, regiunea administrativă Bavaria Superioară, landul Bavaria, Germania.